# Municipio San Ramón (Santa Cruz)
Das Municipio San Ramón ist ein Verwaltungsbezirk im Departamento Santa Cruz im südamerikanischen Anden-Staat Bolivien.

## Lage im Nahraum
Das Municipio San Ramón ist eines der sechs Municipios der Provinz Ñuflo de Chávez. Es grenzt im Norden an das Municipio San Javier, im Westen an das Municipio San Julián und im Osten an das Municipio Concepción.
Der zentrale Ort des Municipios ist die Kleinstadt San Ramón mit 6398 Einwohnern (Violkszählung 2012) im zentralen Teil des Municipios.

## Geographie
Das Municipio San Ramón liegt im bolivianischen Tiefland in der Region Chiquitanía, einer in weiten Regionen noch wenig besiedelten Landschaft zwischen Santa Cruz und der brasilianischen Grenze.
Das Klima der Region ist ein semi-humides Klima der warmen Subtropen. Die monatlichen Durchschnittstemperaturen schwanken im Jahresverlauf nur geringfügig zwischen 21 und 22 °C (siehe Klimadiagramm San Ramón) in den Wintermonaten Juni und Juli mit kräftigen kalten Südwinden, und 26 bis 27 °C von Oktober bis März.
Die jährliche Niederschlagsmenge liegt im langjährigen Mittel bei etwa 1000 mm, die vor allem in der Feuchtezeit von November bis März fällt, während die ariden Monate von Juli bis September Monatswerte zwischen 25 und 50 mm aufweisen.

## Bevölkerung
Die Bevölkerungszahl des Municipios ist zwischen 1992 und 2024 auf mehr als das Zweieinhalbfache angestiegen:
| Jahr | Einwohner | Quelle       |
| ---- | --------- | ------------ |
| 1992 | 3124      | Volkszählung |
| 2001 | 5660      | Volkszählung |
| 2012 | 7490      | Volkszählung |
| 2024 | 8427      | Volkszählung |

## Politik
Ergebnis der Regionalwahlen (concejales del municipio) vom 4. April 2010:
| Wahl- berechtigte |  | Wahl- beteiligung | gültige Stimmen |  | MAS-IPSP | FA     | UCS    |
| ----------------- |  | ----------------- | --------------- |  | -------- | ------ | ------ |
| 3.050             |  | 2.497             | 2.118           |  | 910      | 766    | 442    |
|                   |  | 81,9 %            | 84,8 %          |  | 43,0 %   | 36,2 % | 20,9 % |

Ergebnis der Regionalwahlen (elecciones de autoridades políticas) vom 7. März 2021:
| Wahl- berechtigte |  | Wahl- beteiligung | gültige Stimmen |  | CREEMOS | MAS-IPSP | UNIDOS | SOL    | ASIP   | MNR    |
| ----------------- |  | ----------------- | --------------- |  | ------- | -------- | ------ | ------ | ------ | ------ |
| 5.150             |  | 4.182             | 3.843           |  | 2.208   | 1.345    | 123    | 91     | 45     | 31     |
|                   |  | 81,20 %           | 91,89 %         |  | 57,46 % | 35,00 %  | 3,20 % | 2,37 % | 1,17 % | 0,81 % |

## Gliederung
Das Municipio San Ramón war bis in die 1990er Jahre als „Kanton Santa Rosa de la Mina“ eines von zwei Kantonen des Municipios San Javier. Heute ist San Ramón ein eigenständiges Municipio und nicht weiter in Kantone unterteilt.

## Ortschaften im Municipio San Ramón
- San Ramón 6398 Einw.